# Jacob Torres
Jacob Alexander Torres Tizoc (ur. 14 lipca 1999) – kanadyjski zapaśnik walczący w stylu wolnym. 
Brązowy medalista mistrzostw panamerykańskich w 2025; piąty w 2024 i 2022 roku.
Zawodnik Turner Fenton Secondary School z Brampton, University of the Fraser Valley, Simon Fraser University. 